# Wu Xiaoxuan
Wu Xiaoxuan, född 26 januari 1958 i Hangzhou, är en kinesisk före detta sportskytt.
Hon blev olympisk guldmedaljör i gevär vid sommarspelen 1984 i Los Angeles.